# Далянь Профешнл
«Далянь Профешнл» (кит. 大连一方足球俱乐部) — китайский футбольный клуб, выступающий в Суперлиге. Представляет город Далянь (провинция Ляонин). Домашний стадион команды — Спортивный центр Даляня, вмещает 61 тыс. человек. Владельцем футбольного клуба является группа компаний Wanda Group, известная своей поддержкой первого профессионального клуба из Даляня, Далянь Шидэ. Клуб был основан 20 сентября 2009 года компанией Dalian Aerbin Group и начал выступления со второй лиги. Выиграв турниры второй и первой лиги, команда получила возможность выступать в Суперлиге, начиная с сезона 2012 года. В этом же году команда заняла наивысшее место в своей истории — пятое
.

## История

### «Далянь Аэрбин» (2009—2015)
Команда «Далянь Аэрбин» была основана в сентябре 2009 года. Место расположения команды — город Далянь, здесь находился ещё один футбольный клуб, представляющий Суперлигу — «Далянь Шидэ». Клубы подписали соглашение о долгосрочном стратегическом сотрудничестве. В 2010 году клуб впервые попал во вторую региональную лигу, где одержал 11 побед при 1 ничьей и 4 поражениях и набрал 34 очка, этого хватило для победы во Второй лиге Китая по футболу (регион Северо-восток). В стыковом матче «Далянь Аэрбин» с общим счётом 3-1 победил команду из Гуйчжоу, а в итоговом матче победил клуб «Тяньцзинь Сунцзян», стал чемпионом Второй лиги и получил возможность в сезоне 2011 года выступать в первой лиге.
Выступления в сезоне 2011 года в первой лиге стали удачными, на старте из девяти матчей клуб одержал 8 побед и один раз сыграл вничью, причем не пропустил ни одного мяча. Однако затем последовало поражение от «Тяньцзинь Жуньюйлун» и результативная серия закончилась.
В октябре 2011 года клуб за два тура до окончания чемпионата занял первое место в Первой лиге Китая по футболу и получил возможность со следующего года выступать в Суперлиге. За три года клуб дважды становился чемпионом — последовательно Второй, а затем Первой лиг. В первом же сезоне Суперлиги 2012 года занял высокое пятое место в следующем сезоне вновь повторил успех. Однако по итогам сезона 2014 года команда заняла предпоследнее, 15-е место и покинула элитный дивизион.
После того, как клуб потерял место в высшем дивизионе, большая часть игроков покинула команду. Перед началом сезона 2015 года в первой лиге главным тренером команды стал шведский специалист Микаэль Стэйр, а задачей, поставленной спонсором, стал выход в Суперлигу.
8 июля 2015 года владельцем клуба стала компания «Далянь Ифан Груп» (англ. Dalian Yifang Group). Покупка активов команды была инициирована Ван Цзяньлинем, который был владельцем «Wanda Group» и компании «Далянь Ифан Груп» (一方, «один регионе»). Инвестирование в футбольный клуб означало его возвращение в китайский футбол, откуда Ван ушёл, являясь спонсором команды «Далянь Ванда». По итогам сезона команда финишировала третьей, остановившись в шаге от выхода в Суперлигу, а по итогам сезона клуб был переименован в «Далянь Ифан». 10 июля 2015 года на пресс-конференции главный менеджер «Ифан Груп» Ши Сюэцин подтвердил, что компания останется владельцем и спонсором футбольного клуба, однако он приносит убытки.

### «Далянь Ифан» / «Далянь Профешнл» (с 2015)
В сезоне 2017 года «Далянь Ифан» выиграл первую лигу и получил возможность со следующего сезона выступать в Суперлиге. Главным тренером команды в этот период стал испанский специалист Хуан Рамон Лопес Каро. Несмотря на успешное выступление, Футбольная ассоциация Даляня решила, что в следующем сезоне главным тренером будет Ма Линь, который столкнулся с тем, что в клубе по-прежнему есть проблемы с финансированием, а владельцем команды может стать Даляньское спортивное бюро. 20 февраля 2018 «Wanda Group» получила полный контроль над клубом после того, как продала 17 % акций «Атлетико Мадрид» израильскому бизнесмену Идану Оферу 14 февраля 2018 года. Компания использовала полученные финансовые средства для приглашения аргентинского атакующего полузащитника Николаса Гайтана и бельгийского полузащитника Янника Карраско.В феврале 2019 года клуб вновь провёл активную трансферную кампанию в Европе и подписал игрока «Наполи» Марека Гамшика за €20 млн.
С 21 января 2020 года — «Далянь Профешнл».
клуб расформирован 17 января 2024 года

## Достижения
- По итогам сезона 2018 года[12][13]

Результаты за всё время выступлений
| Сезон    | 2010 | 2011 | 2012 | 2013 | 2014 | 2015 | 2016 | 2017 | 2018 |
| -------- | ---- | ---- | ---- | ---- | ---- | ---- | ---- | ---- | ---- |
| Дивизион | 3    | 2    | 1    | 1    | 1    | 2    | 2    | 2    | 1    |
| Место    | 1    | 1    | 5    | 5    | 15   | 3    | 5    | 1    | 11   |

## Состав
| №  |                                    | Поз. | Имя                 | Год рождения |
| -- | ---------------------------------- | ---- | ------------------- | ------------ |
| 1  | Флаг Китайской Народной Республики | Вр   | Чжан Чун            | 1987         |
| 2  | Флаг Китайской Народной Республики | Защ  | Чжао Минцзянь       | 1987         |
| 3  | Флаг Китайской Народной Республики | Защ  | Шань Пэнфэй         | 1993         |
| 4  | Флаг Китайской Народной Республики | Защ  | Ли Шуай             | 1995         |
| 5  | Флаг Гонконга                      | Нап  | Алекс Тайо Аканде   | 1989         |
| 6  | Флаг Китайской Народной Республики | ПЗ   | Чжу Сяоган          | 1987         |
| 7  | Флаг Китайской Народной Республики | ПЗ   | Чжао Сюйжи          | 1985         |
| 8  | Флаг Китайской Народной Республики | Защ  | Чжу Тин             | 1985         |
| 9  | Флаг Венесуэлы                     | Нап  | Хосе Саломон Рондон | 1989         |
| 10 | Флаг Швеции                        | Нап  | Сэм Ларссон         | 1993         |
| 11 | Флаг Китайской Народной Республики | Нап  | Сунь Говэнь         | 1993         |
| 12 | Флаг Китайской Народной Республики | Защ  | Чжоу Тин            | 1979         |
| 13 | Флаг Китайской Народной Республики | Защ  | Ван Яопэн           | 1995         |
| 14 | Флаг Китайской Народной Республики | ПЗ   | Хуан Цзяхуэй        | 2000         |
| 16 | Флаг Китайской Народной Республики | ПЗ   | Цинь Шэн            | 1986         |
| 17 | Флаг Словакии                      | ПЗ   | Марек Гамшик        | 1987         |

| №  |                                    | Поз. | Имя                | Год рождения |
| -- | ---------------------------------- | ---- | ------------------ | ------------ |
| 18 | Флаг Китайской Народной Республики | Защ  | Хэ Юйпэн           | 1999         |
| 19 | Флаг Китайской Народной Республики | Вр   | Юй Цзыцянь         | 1985         |
| 20 | Флаг Китайской Народной Республики | Нап  | Ван Цзиньсянь      | 1996         |
| 21 | Флаг Ганы                          | Нап  | Эммануэль Боатенг  | 1996         |
| 22 | Флаг Китайской Народной Республики | Защ  | Дун Яньфэн         | 1996         |
| 23 | Флаг Китайской Народной Республики | Вр   | Чэнь Цзюньлинь     | 1993         |
| 24 | Флаг Китайской Народной Республики | ПЗ   | Ян Лэй             | 2000         |
| 25 | Флаг Китайской Народной Республики | Защ  | Ли Цзяньбинь       | 1989         |
| 26 | Флаг Китайской Народной Республики | ПЗ   | Цуй Минъань        | 1994         |
| 28 | Флаг Китайской Народной Республики | ПЗ   | Чжан Хуэй          | 1997         |
| 29 | Флаг Китайской Народной Республики | Нап  | Сунь Бо            | 1991         |
| 31 | Флаг Китайской Народной Республики | ПЗ   | Чжэн Лун           | 1988         |
| 33 | Флаг Китайской Народной Республики | Нап  | Чжао Сюэбинь       | 1993         |
| 35 | Флаг Китайской Народной Республики | Защ  | Ян Шаньпин         | 1987         |
| 30 | Флаг Швеции                        | Защ  | Маркус Даниэльссон | 1989         |

## Тренерский штаб
| Позиция в клубе           | Персонал                         |
| ------------------------- | -------------------------------- |
| Главный тренер            | Чхве Ган Хи                      |
| Помощник главного тренера | Ванья Радинович Чэн Цзюнь Ши Лэй |
| Тренер по физподготовке   | Фабьен Бусэ                      |

## Достижения
- Чемпион второй лиги: 2010
- Чемпион первой лиги[14] (2): 2011, 2017